# Саяд (гора)
Сая́д — гірська вершина у східній частині Великого Кавказу. Знаходиться на півночі Азербайджану.